# Finella hamlini
Finella hamlini är en snäckart som först beskrevs av Bartsch 1911.  Finella hamlini ingår i släktet Finella och familjen Obtortionidae. Inga underarter finns listade i Catalogue of Life.